# Кылдык
Кылдык (каз. Қылдық) — озеро в Карабалыкском районе Костанайской области Казахстана. Находится в 11 км к востоку от посёлка Урнек.
По данным топографической съёмки 1944 года, площадь поверхности озера составляет 1,04 км². Наибольшая длина озера — 1,5 км, наибольшая ширина — 1 км. Длина береговой линии составляет 4 км, развитие береговой линии — 1,1. Озеро расположено на высоте 229,9 м над уровнем моря.